# KWIC
KWIC（クウィック、keyword in context）とは、文書データの索引の形式の一つ。コーパスの検索結果を表示する際にも用いられる。
一般的な索引では、文書データ中において対象のキーワードが現れる場所だけが示される。KWICではそれに加え、その前後の文脈も取り出して索引中に示されるため、利用者はいちいち対象の場所を見なくても、ある程度の文脈がわかる、という利便性がある。文脈付き索引と呼ばれることもある。
英語圏ではコンピュータ化以前から、人手によりある程度の工数はかかるもののこれが附されていた書籍などもあったが、日本語圏では主に文字種の違いのためによる工数の多大さなどから一般化しなかった。出版編集作業のコンピュータ化により容易になったが、文書データ自体が電子化されて利用者に提供されるようになると、一般的な分量の対象であれば直接検索してしまえば良いため（また、電子的な検索システムでは、KWIC的に前後の文脈を示す機能があるものも多い）あまり見られなくなりつつあるが、膨大なデータが対象の場合など有用な場合もある。

## 例
たとえば、Wikipedia:五本の柱から「項目」をキーワードに検索した結果をKWIC形式で表すと以下のようになる。
| 前文脈                                             | 検索文字列 | 後文脈                                           |
| -------------------------------------------------- | ---------- | ------------------------------------------------ |
| 年鑑の要素を取り入れた百科事典です。すべての       | 項目       | は、独自の研究を認めない方針に従う必要があり、   |
| これは、どの観点に基づく主張もしないような         | 項目       | を書くように努力することを意味します。時には、   |
| 対立したときには、冷却期間を置くことを宣言して、   | 項目       | に論争のあることを示すテンプレートタグをつけて   |
| 配布したり、リンクしたりすることができます。       | 項目       | は誰でも変更可能で、どの個人も特定の項目を支配   |
| できます。項目は誰でも変更可能で、どの個人も特定の | 項目       | を支配できない、ということを受け入れて下さい。   |
| ウィキペディア日本語版には、編集・議論の対象となる | 項目       | が1,456,719個もあることを忘れないでください。    |
| ルールはありません。良い編集で満足を得るためにも、 | 項目       | の編集や移動は大胆に行ってください。完璧さは要求 |
| 台無しにすることについて心配しないでください。     | 項目       | の過去の版は全部保存されているので、知らずに     |